# Ричи, Мэтью
Мэтью Ричи, также Мэтью Ритчи (Matthew Ritchie, 1964, Лондон, Великобритания, живёт и работает в Нью-Йорке, США) — современный художник.

## Образование
- 1983—1986 Художественная школа Кэмбервелл, Лондон
- 1982 Университет Бостона, Бостон, Массачусетс

## Творчество
- В творчестве Мэтью Ричи исследуются идеи, связанные с информацией. В 2001 журнал Time назвал Ричи среди 100 новаторов нового тысячелетия за изучение «немыслимого или того, о чем еще никто не думал». Охватывая все, от новейших достижений физики, древних мифов, коротких нуар рассказов, средневековой алхимии до изменений климата, современной политики и экономической теории, его инсталляции объединяют уникальные нарративные формы с меняющимся фактическим пониманием вселенной. Творческая миссия художника — попытка представить всю вселенную и структуры знаний и убеждений, которые мы используем для её понимания и визуализации. Энциклопедический проект Ричи (продолжающийся и расширяющийся как сама вселенная) основан на его воображении и каталогизирован в концептуальной схеме, изобилующей аллюзиями из религии, оккультных практик, гностических традиций.
- В середине 1990-х Мэтью Ричи создал основной код, который состоит из 49 различных цветов, символов, природных элементов и атрибутов. Эти бесконечно взаимозаменяемые компоненты составляют основу для его экспансивных инсталляций, таких, как The Proposition Player (2003). Название работы отсылает к работнику казино, который привлекает посетителей принять участие в игре. В этой инсталляции Ричи символически берет на себя роль работника казино, используя азартные игры как метафору непредсказуемых явлений, давая посетителям выставки возможность принять участие в игре случая.
- Его выставки в Нью-Йорке и Лондоне, Universal Adversary и Ghost Operator, включали архитектурное вмешательство и интерактивные цифровые проекции для изучения альтернативной истории времени.
- В 2008 Ричи создал архитектурные звуковые структуры, которые были выставлены как The Evening Line на Венецианской архитектурной биеннале и The Morning Line на Биеннале в Севилье. Разработанные в сотрудничестве с нью-йоркскими архитекторами Aranda Lasch, Arup Advanced Geometry Unit по заказу Thyssen Bornemisza Art Contemporary, структура изучает возможности визуально управляемого языка мироздания, основанного на теории Пола Стейнхардта и Нила Турока и использует язык для создания новых форм визуального и звукового окружения.
- Работы Мэтью Ричи демонстрировались на многочисленных международных выставках, включая Биеннале Уитни, Биеннале в Сан-Паулу и Сиднейскую Биеннале.

## Персональные выставки
| - 2009 c/o — Atle Gerhardsen, Берлин - 2009 Paradise Lost, Southbank Centre, Лондон - 2009 Andrea Rosen Gallery, Нью-Йорк - 2008 Ghost Operator, White Cube, Лондон - 2007 New Media Series: Matthew Ritchie, The Iron City, St. Louis Art Museum, St. Louis - 2006 The Universal Adversary, Andrea Rosen Gallery, Нью-Йорк - 2005 The Fabric Workshop and Museum, Филадельфия - 2005 Portikus, Франкфурт - 2004 Proposition Player, Mass MoCA, North Adams, MA - 2004 The Two-Way Shot, Mario Diacono Gallery, Бостон - 2003 After the Father Costume, c/o Atle Gerhardsen, Берлин | - 2003 Proposition Player, Contemporary Arts Museum, Хьюстон - 2002 After Lives, Andrea Rosen Gallery, Нью-Йорк - 2001 Concentrations 38, Dallas Museum of Art, Даллас - 2000 Concentrations 38, The Dallas Museum of Art, Техас - 2000 Parents and Children, Andrea Rosen Gallery, Нью-Йорк - 2000 The Fast Set, Miami MoCA, Майами - 2000 The Family Farm, White Cube, Лондон - 1999 The Big Story, Cleveland Center for Contemporary Art, Кливленд - 1999 The Working Group, c/o — Atle Gerhardsen, Baloise Art Preis, Art Statement, Basel Art Fair, Базель; c/o Atle Gerhardsen, Осло | - 1998 The Gamblers, Galeria Camargo Vilaca, Сан-Паулу; Paco Imperial, Рио-де-Жанейро; Fundação Cultural de Distrito Federal, Brasília - 1998 The Gamblers, Basilico Fine Arts, Нью-Йорк - 1998 The Gamblers, Mario Diacono Gallery, Бостон - 1997 Omniverse, Nexus Contemporary Art Center, Атланта - 1997 Mario Diacono Gallery, Бостон - 1996 The Hard Way, Chapter III, c/o Atle Gerhardsen, Осло - 1996 The Hard Way, Chapter II, Basilico Fine Arts, Нью-Йорк - 1996 The Hard Way, Chapter I, Galerie Météo, Париж - 1995 Working Model, Basilico Fine Arts, Нью-Йорк |

## Публичные коллекции
- Weatherspoon Art Gallery, University of North Carolina at Greensboro, Северная Каролина
- Музей Уитни, Нью-Йорк
- Музей современного искусства Сан Франциско, Сан-Франциско
- Художественный музей Индианаполиса, Индианаполис
- The Astrup Fearnley Museum of Modern Art, Осло
- Sammlung Goetz, Мюнхен
- Музей современного искусства, Нью-Йорк
- Музей Гуггенхайма, Нью-Йорк
- Joslyn Musem of Art, Омаха
- Художественный музей Далласа, Даллас

## Интернет-проекты
- 2001 The New Place, Музей современного искусства Сан Франциско, Сан Франциско, в связи с выставкой «010101: Art in Technnological Times»
- 1996 The Hard Way, Walker Art Museum, Миннеаполис
- 1996 Games of Chance and Skill, Massachusetts Institute of Technology, Кэмбридж